# 渦蔵型掃海艇
渦蔵型掃海艇（ウォザンがたそうかいてい、英: Wozang-class mine countermeasure vessel）は、中国人民解放軍海軍の機雷掃討艇の艦級に付与されたNATOコードネーム。人民解放軍海軍での制式名は082-I型掃海艇（中国語: 082-I型扫雷艇）。なお082-II型とする異説もある。

## 設計
本型は、人民解放軍海軍として初めて、前駆式の機雷処分具（ROV）による機雷掃討に対応した対機雷戦艦艇（MCMV）である。船型は長船首楼型に変更されており、船質も、少なくとも本型2番艇ではガラス繊維強化プラスチック（GFRP）とされている。1番艇については、GFRPとする説と、082型と同様の低磁性鋼を踏襲していたという説がある。
機雷探知機は可変深度ソナーとされている。長船首楼の後端部にはROVの格納庫が設けられているが、ここに搭載されるH/TJM-01機雷処分具は、フランスのプルート・プラスの山寨版といわれている。掃海具は備えていないが、新型の遠隔操縦式掃海艇である529型掃海艇の管制能力を備えている。
なお機雷処分用を兼ねた主兵装としては、1番艇では25mm連装機銃が搭載されたが、2番艇では遠隔操作型の30mm単装機銃に変更されている。

## 配備
| #   | 艦名         | 進水       | 就役       |
| --- | ------------ | ---------- | ---------- |
| 804 | 霍邱 Huoqiu  | 2004年4月  | 2005年4月  |
| 818 | 昆山 Kunshan | 2010年11月 | 2011年12月 |

2004年と2012年に1隻ずつが建造され、いずれも東海艦隊に配属された。また2015年現在、更に2隻が建造中とされている。